# 森村誠一サスペンスシリーズ
『森村誠一サスペンスシリーズ』（もりむらせいいちサスペンスシリーズ）は、2001年から2008年までTBS系で放送された刑事ドラマシリーズ。全7回。
第1作は根津甚八、2003年の第2作から2008年の第7作までは三浦友和が主演の川合祐介を演じている。
放送枠は「月曜ミステリー劇場」（第1作 - 第5作）、「月曜ゴールデン」（第6作・第7作）。

## キャスト

### 警視庁世田谷西警察署
川合祐介
演 - 根津甚八（第1作）、三浦友和（第2作 - 第7作）
刑事。階級は警部補。妻の美恵と離婚して一人暮らし。第2作の時点で離婚して3年。
三宅勝也
演 - 山田純大（第1作 - 第3作）
刑事。川合の部下。
平田克昭
演 - 河相我聞（第4作 - 第7作）
刑事。川合の部下。
今井隆三
演 - 丸岡奨詞
刑事。
西浦等
演 - 青島健介
刑事。
横田健吾
演 - 田中伸一（第3作 - 第7作）※（第3作・第4作は「田中豊」名義）
刑事。MLBのファン（第7作）。
小暮涼子
演 - 野際陽子
刑事課長。階級は警部。夫は亡くなっており息子は2人いる（第1作）。

### 警察関係者
安田徹
演 - 潮哲也
管理官。

### 川合の家族
白井美恵
演 - 原日出子
川合の元妻。厚生中央病院（第1作） → 世田谷明和総合病院（第2作 - ）の看護師。
美希を産んだ後、二人目を妊娠したが流産する。それまでの川合の態度に不満を持っていたため流産をきっかけに離婚した。
白井美希
演 - 須藤温子（幼少期：春名美咲〈第1作〉）
川合と美恵の娘。両親の離婚後は美恵と暮らしている。川合を憎んでおり反抗的な態度をとっていたが、援交相手にホテルに連れ込まれそうになっていたのを川合に助けられ以後態度を改める（第1作）。第2作まで高校生で第3作以降は大学生。

### ゲスト
第1作「灯」（2001年）
- 山寺敬太（山寺の息子） - 新田亮
- 吉見正造（喫茶店店主・婿養子） - 梶原善
- ホームレス - 江藤漢
- 窪田（スーパーの警備員） - 出光元
- 吉見文江（吉見の妻） - 桜井明美
- 山寺元道（会社員） - 望月太郎
- 八木順一（東都信用金庫中野支店融資担当） - 市山登
- 山本（クラブ店長） - ブラザートム
- 白井美希の媛交相手 - ブッチー武者
- 警視庁世田谷西警察署 刑事 - 井上康
- リエのマンション管理人 - 岡部征純
- 吉見の喫茶店常連客 - 掛田誠
- 高橋（バス会社社員） - 杜澤泰文
- 加藤浩（敬太の友人・バイク店従業員） - 橋本光成
- 榊リエ（吉見の喫茶店の元店員・吉見の愛人） - 木谷愛美
- 山寺詩子（山寺の妻） - 松本留美

第2作「窓」（2003年）
- 八坂規子（一彦の婚約者） - 中江有里
- 大曽根一矢（東風画廊 社長） - 村野武範
- 八坂常吉（規子の父・柳沢の運転手） - 河原崎建三
- 大曽根一彦（大曽根の息子） - 小瀬川理太
- 竹井秀二（クラブのバーテン） - 湯江健幸
- 柳沢英雄（ゲームソフト会社「リュウーエイ」社長） - 川合伸旺
- 柳沢弘之（柳沢の息子・「リュウーエイ」専務） - 柄沢次郎
- 柳沢留美（弘之の妻） - 棟里佳
- 西田（足柄南警察署 刑事） - 浅見小四郎
- 南崎千春（柳沢の愛人・元クラブのホステス） - 桜井明美
- 中野健（「リュウーエイ」元ゲームクリエイター） - 古本新之輔
- 田口（山梨県警察 刑事） - 三田村周三
- タクシー会社社員 - 伏見哲夫
- ゴルフ場の従業員 - 和泉宗兵
- ゲームソフトの販売会社社員 - 菊地康二、森富士夫
- 沢田（千春の元同僚ホステス） - 嵯峨田啓子
- ウェイトレス - 尾道凛
- 世田谷明和総合病院 医師 - 小林三三男、窪園純一
- サウナ店員 - 穀野和昭
- 柴田隆（スナック経営者・去年の2月射殺） - 大久保英一
- 小宮政男（柴田の猟銃仲間） - 谷藤太

第3作「路」（2003年）
- 木部亜紀（花屋の店員） - 吉本多香美
- 大田道夫（イタリアンレストラン「ベローナ」経営者） - 田中実
- 木部信夫（亜紀の兄・翻訳家） - 冨家規政
- 志垣一良（丸菱不動産 営業部長） - 並樹史朗
- 大田春美（大田の妻） - 斉藤林子
- 長尾和之（タクシードライバー） - 浅見小四郎
- 金沢晃（無職・明美の愛人） - 永倉大輔
- 吉宮和枝（恵子の母） - 大和なでしこ
- 荒川（小田原南警察署 刑事） - 山西道広
- 大川（タクシー会社社員・長尾の上司） - 星セント
- 西村（長尾のマンション管理人） - 南州太郎
- 高木明美（スナック「明美」ママ） - 日高紀子
- 吉宮恵子（女流画家・3年前転落死） - 中野若葉
- 野村麻利（協和ジャーナル 編集者・信夫の仕事仲間） - 杉本真紀
- 釣り人 - 中庸助

第4作「街」（2004年）
- 堀口慎也（クラブ「ジュビリー」店長・中岡の秘書で幼なじみ） - 川﨑麻世
- 中岡和彦（中岡コーポレーション 社長） - 京晋佑
- 梅沢貴也（作曲家） - 松尾貴史
- 立科由里（クラブ「ジュビリー」ホステス・釧路から歌手を目指して上京・川合祐介の知り合い） - 石橋奈美
- 芳江（由里と由美の叔母） - あいはら友子
- 数成真美子（松陽女子大学 4年生） - 原田佳奈
- 掛布卓（伊東南警察署 刑事） - 真実一路
- 冒頭のコンビニ強盗 - 川口真吾
- 蛸田（屋台のたこ焼き屋） - 掛田誠
- 美香（クラブ「ジュビリー」ホステス） - 福澄美緒
- 麻理（クラブ「ジュビリー」ホステス） - 鬼頭厚美
- 早苗（クラブ「ジュビリー」ホステス） - 木下真利
- 数成知枝（真美子の母） - 村野友美
- カトマンズ（露店） - 六平直政
- 立科由美（由里の姉・クラブ「ジュビリー」ホステス・源氏名「尚美」） - 中山忍

第5作「音」（2005年）
- 中崎響子（中崎の妻） - 根本りつ子
- 田岡伸一郎（田岡記念病院 副院長・源太郎の息子） - 神保悟志
- 鶴見哲也（ジャーナリスト） - 布川敏和
- 田岡源太郎（田岡記念病院 院長） - 石濱朗
- 松井秀雄（田岡記念病院 事務局長） - エド山口
- 琴塚正義（優子の父・自動車修理工場社長） - 三田村賢二
- 幸子（中崎のマンションの隣人） - 松井紀美江
- 阿部（田岡記念病院 眼科医） - 藤田宗久
- 佐々木（眼科医） - 世古陽丸
- 獣医 - 小嶋尚樹
- 晶子（田岡記念病院 看護師） - 嵯峨田啓子
- 小林美里（田岡記念病院 元看護師） - 三浦敦子
- 中崎達彦（田岡記念病院 外科医・川合祐介の高校の同級生） - 岸田敏志
- 上村（刑事） - 山中篤
- 春日（冒頭のひったくり犯） - 三元雅芸
- ひったくり被害者 - 尾道凛
- 琴塚優子（田岡記念病院 元患者・1週間前死亡） - 関根由佳梨
- 記者 - 朝山日出男
- 真理子（田岡記念病院 看護師） - 青木麻由子

第6作「唄」（2006年）
- 山形由香（操の元ベビーシッター） - 喜多嶋舞
- 宮本邦子（宮本の妻・大学講師） - 北原佐和子
- 宮本洋一郎（弁護士） - 浅野和之
- 宮本操（宮本と邦子の息子・5歳） - 今井悠貴
- 森（牧之原南警察署 巡査部長） - 保積ぺぺ
- 正岡（東都音楽大学 正岡伝承歌研究室 教授） - 大出俊
- 佐伯（「HOTEL BELLGRACE」支配人） - 伏見哲夫
- 牧田啓介（由香の元夫） - 佐野圭亮
- 八木橋紀子（クラブ「クリスタル」ホステス・由香の幼なじみ・塚越の恋人） - 古川理科
- 塚越正也（「HOTEL BELLGRACE」元ベルボーイ） - 渡辺航
- 菅原（塚越の行き着けの雀荘仲間） - 青山勝
- 木下（牧之原南警察署 相良浜通り交番 巡査） - 永田恵悟
- 刑事 - 増田俊樹
- 松本（「静波リゾート スウィングビーチホテル」従業員） - 酒井健太郎
- 「HOTEL BELLGRACE」フロント - 岩戸秀年
- 牧田みどり（牧田の後妻） - 菊地裕子
- 川崎美和（操のベビーシッター） - 松本加奈子

第7作「時」（2008年）
- 竹村優子（小木の私設秘書・平田克昭の大学の同級生） - 小林綾子
- 小木誠一（前衆議院議長の息子・次期衆院議員候補） - 西川忠志
- 中倉弘（栄秀進学塾 社会科講師・アパート「北沢グリーンコーポ」の入居者） - 菊池健一郎
- 江島真由美（高石動物病院 獣医） - 渋谷琴乃
- 片山直（優子の父・山岳カメラマン・10年前転落死） - 渡辺哲
- 佐治真樹夫（デイトレーダー・「ヨークシャー・テリア」の飼い主） - ひかる一平
- 米田敬三（白馬警察署 元刑事） - 穂積隆信
- 岡崎岳晴（栂池ヒュッテの主人） - なべおさみ
- 園田博（コンビニ店員） - 前田健
- 中倉和代（中倉の母） - 吉村実子
- 多田健作（高石動物病院 院長） - 真実一路
- 瀬下拓也（MLBの帽子の購入者・TS探偵社 探偵） - 藤真秀
- 佐藤（真由美のマンション管理人） - 三田村周三
- 橋口朋子（中倉の元恋人） - 松本詩代
- 小笹（横浜獣医大学ワンダーフォーゲル部 顧問） - 二瓶正也
- 柴田（栄秀進学塾 講師） - 伏見哲夫
- 島岡（警視庁世田谷西警察署 刑事） - 大土井裕二
- 室田（白馬警察署 刑事） - 深見亮介
- 松本（冒頭のひき逃げ犯） - 水口ケンロウ
- 三村（小木の秘書） - 加島祥全
- 泉田豊（中倉の第一発見者・アパート「北沢グリーンコーポ」の入居者） - 大橋亘
- 福島弘樹（MLBの帽子の購入者） - 朝山日出男
- 富田（鑑識） - 藤馬ゆうや
- 銀行員 - 山本修
- 敏子（アパート「北沢グリーンコーポ」管理人） - 井口恭子
- 谷（山と高原出版社 編集長） - 渡辺寛二

## スタッフ
- 原作 - 森村誠一
- 脚本 - 石倉保志（第1作 - 第3作）、林誠人（第4作・第5作）、安井国穂（第6作・第7作）
- 監督 - 小澤啓一
- プロデューサー - 吉田由二（スイート・ベイジル）
- 製作 - TBS、スイート・ベイジル

## 放送日程
| 話数 | 放送日        | サブタイトル | 原作                            | 脚本     | 視聴率 |
| ---- | ------------- | ------------ | ------------------------------- | -------- | ------ |
| 1    | 2001年9月17日 | 灯           | 「灯」                          | 石倉保志 | 18.8%  |
| 2    | 2003年1月27日 | 窓           | 「窓」                          | 石倉保志 | 19.1%  |
| 3    | 7月21日       | 路           | 「路」                          | 石倉保志 | 16.2%  |
| 4    | 2004年7月12日 | 街           | 「街」                          | 林誠人   | 13.6%  |
| 5    | 2005年5月30日 | 音           | 「音」 （「死を描く影絵」所収） | 林誠人   | 15.7%  |
| 6    | 2006年4月24日 | 唄           | 「真昼の誘拐」                  | 安井国穂 | 13.0%  |
| 7    | 2008年9月15日 | 時           | 「法王庁の帽子」                | 安井国穂 | 11.8%  |

- 視聴率はビデオリサーチ調べ、関東地区・世帯

## 備考
- 第7作は本来2008年6月9日に放送予定だったが、秋葉原通り魔事件の影響で放送延期され、代替として「NANA」を放送した。